# Bernat Capó i Garcia
Bernat Capó i Garcia (Benissa, Marina Alta, 29 de febrer de 1928 - 14 de març de 2017) va ser un escriptor i periodista valencià. Home d'una exemplar trajectòria cívica i humanista, va participar en moltes empreses culturals, com ara la fundació del Diario de Valencia o de Noticias al Día, alhora que col·laborava amb els seus escrits al redreçament del País Valencià, amb articles publicats en El Temps, Saó, Mediterráneo, Levante-EMV, Información o als mitjans ja esmentats, entre d'altres.
Com a escriptor, es va interessar per la cultura popular, tema que ha tractat en llibres narratius (Espigolant pel rostoll morisc, 1980) o assagístics (Costumari valencià, 1992-94). Durant els últims temps, ha estat homenatjat al seu poble, que ha posat el nom de Bernat Capó a la Biblioteca Municipal de Benissa, mentre que els escriptors catalans li van fer també l'any 2001 un homenatge pel conjunt de la seva obra. L'editorial Bullent va crear l'any 1999 el Premi de Cultura Popular Bernat Capó.
Era soci d'honor de l'Associació d'Escriptors en Llengua Catalana.

## Obres
Novel·la
- Estampes pobletanes (1978)[6]
- Rèquiem per una amistat (1982)[6]
- El rossinyol del pou d'avall (1984)[6]
- El cant de l'alosa (1986)[6]
- La criminala (1986)[6]
- El marabut arrossaire (1987)[6]
- Cronicó del Sisè (1987)[6]
- El teuladí utòpic (1990)[6]
- On ets, Gigi? (1992)[6]
- Pleniluni (1993)[6]
- De Berdica a Navayork (2008)[7]

Altres
- Espigolant pel rostoll morisc (1980)[6]
- Costumari valencià (1992–1994)[6]
- "Recordant Fuster". Saó (València), núm. 154, juliol-agost 1992, p. 48-49.[8]
- Antologia (1997)[6]